# Gare de Prilly-Chasseur
La gare de Prilly-Chasseur est une halte ferroviaire du chemin de fer Lausanne-Échallens-Bercher. Elle est située sur le territoire de la commune de Prilly, dans le canton de Vaud, en Suisse. 

## Situation ferroviaire
Établie à 525 mètres d'altitude, la halte de Prilly-Chasseur est située au point kilométrique 2,17 de la ligne Lausanne – Bercher (101). Elle se situe entre la gare d'Union-Prilly et la halte de Cery − Fleur-de-Lys.
Une sous-station électrique ainsi que des sectionneurs sont aussi présents à Prilly-Chasseur depuis 1983. Le 1er décembre 1986, la puissance de la sous-station a été augmentée de 60 %.

## Histoire
La station de Prilly-Chasseur fait partie des premières haltes construites par le L-E. À son point, une déviation de la route ainsi qu'un élargissement de cette dernière ont dû être opérés lors de l'automne-hiver de 1872 à 1873. C'est d'ailleurs jusqu'à cette station qu'a eu lieu la première course d'essai du L-E le 3 octobre de la même année. 
Il faut attendre 1882 pour voir la construction d'un premier abri en bois à la halte. La compagnie comptait jusque-là sur l'hospitalité d'un restaurant et d'un hôtel proches. En 1896, le modique abri est remplacé par une vraie petite halte avec salle d'attente est construite en bois. Cela sera la dernière construction en bois sur l'ensemble de la ligne. Elle est jusqu'en 1912, la première halte après Lausanne-Chauderon. 
Dans les années 1900 elle est renommée Prilly-Cery et c'est à la fin des années 1930 que la station retrouve son nom originel. Le bâtiment actuel remplace la petite halte en bois, qui a été transférée à Bercher comme dépôt pour entreposer les marchandises. Il a été construit entre la fin des années 1930 et le début des années 1940. L'édifice comporte un appartement au 1er étage.
En 2013, la halte compte une moyenne de 815 passagers par jour, soit 3,86 % des mouvements journaliers de la ligne.

## Service des voyageurs

### Accueil
Point d'arrêt non géré, la halte dispose d'une petite salle d'attente ainsi qu'un distributeur de billets, un interphone d'urgence, un oblitérateur pour les cartes multicourses et un boîtier avec boutons-poussoirs pour demander l'arrêt du train. On y trouve également un distributeur automatique de produits alimentaires. La station est protégée par vidéosurveillance.

### Desserte
Prilly-Chasseur est desservie par des trains régionaux et directs à destination de Bercher, d'Échallens et de Lausanne-Flon. À cela s'ajoute, le train direct no 27 qui dessert cette halte, notamment pour assurer le service scolaire. Il transporte principalement les écoliers fréquentant le collège de l'Union, établissement secondaire de Prilly, qui habitent à Jouxtens-Mézery, Romanel-sur-Lausanne et Cheseaux-sur-Lausanne. Il s'agit du seul train direct marquant l'arrêt à cette station.